# Bytowo
Bytowo (deutsch Butow) ist ein Dorf in der Woiwodschaft Westpommern in Polen. Es gehört zur Gmina Dobrzany (Gemeinde Jacobshagen) im Powiat Stargardzki (Stargarder Kreis).

## Geographische Lage
Das Dorf liegt in Hinterpommern, etwa 65 km östlich von Stettin und etwa 30 km östlich von Stargard.

## Geschichte
Butow gehörte bis 1816 zum Arnswalder Kreis in der Neumark. Im Rahmen der Bildung von Provinzen und Regierungsbezirken in Preußen erfolgte 1816 eine Gebietsreform, bei der der nördliche Teil des Arnswalder Kreises um die Stadt Nörenberg zum Kreis Saatzig in der Provinz Pommern gelegt wurde, darunter auch das adelige Gut Butow.
Seit dem 19. Jahrhundert bestanden in Butow ein politischer Gutsbezirk und eine Landgemeinde nebeneinander. Im Jahre 1910 wurden in der Landgemeinde Butow 225 Einwohner gezählt, im Gutsbezirk Butow 152 Einwohner.
Später wurde der Gutsbezirk in die Landgemeinde eingemeindet. Im Jahre 1925 zählte Butow 439 Einwohner in 83 Haushaltungen. Bis 1945 gehörte die Gemeinde Butow zum Kreis Saatzig in der preußischen Provinz Pommern. In der Gemeinde bestanden auch die Wohnplätze Forsthaus und Waldarbeitergehöft Stabenow und Karlsruh.
In Butow bestand eine Haltestelle an der 1896 eröffneten Bahnstrecke Jacobshagen–Klein Spiegel der Saatziger Kleinbahnen; die Strecke ist heute stillgelegt.
1945 kam Butow, wie alle Gebiete östlich der Oder-Neiße-Linie, an Polen. Butow erhielt den polnischen Ortsnamen „Bytowo“.

## Söhne und Töchter des Ortes
- Georg Ernst Graf von Wedel-Jarlsberg (1666–1717), dänischer Gouverneur von Oldenburg und Delmenhorst
- Friedrich von Derenthall (1797–1874), preußischer Generalleutnant und Kommandant von Breslau
- Otto von Derenthall (1831–1910), preußischer General der Infanterie und Divisionskommandeur
- Eduard von Derenthall (1835–1919), deutscher Diplomat und Mitglied des Preußischen Herrenhauses